# یوهان
یوهان (به انگلیسی: Yuhan) شرکت داروسازی و صنایع شیمیایی کره‌ای است، که در زمینه تولید مواد شیمیایی، داروهای شیمیایی و مکمل‌های غذایی فعالیت می‌کند.
شرکت یوهان در سال ۱۹۲۶ توسط نیو ایل-هان تأسیس شد. دفتر مرکزی این شرکت در شهر سئول، کره جنوبی قرار دارد و بخشی از سهام آن در بازار بورس کره معامله می‌شود.